# Frans strandvoetbalteam (mannen)
Het Frans strandvoetbalteam is een team van strandvoetballers dat Frankrijk vertegenwoordigt in internationale wedstrijden. De bijnaam is Les Bleus (De blauwen). Het team werd in 2005 eenmaal wereldkampioen. Onder leiding van speler-coach Éric Cantona, werd Portugal verslagen in de finale na een serie strafschoppen.
Één jaar later werd Frankrijk derde op het WK 2006, nadat het in de halve finale, na penalty's, verloor van Uruguay. Het won wel de FIFA Fair play award.

## Erelijst
- Wereldkampioenschap:
  - Winnaar: 2005
  - Finalist: 1998, 2001

- Europees Kampioenschap:
  - Winnaar: 2004
  - Finalist: 1999, 2003, 2007

## Bekende (ex-)spelers
| - Jean-Marie Aubry - Éric Cantona |  | - Marc Libbra - Anthony Mendy |  | - Sébastien Pérez - Sébastien Sansoni |